# Erika-Fuchs-Haus

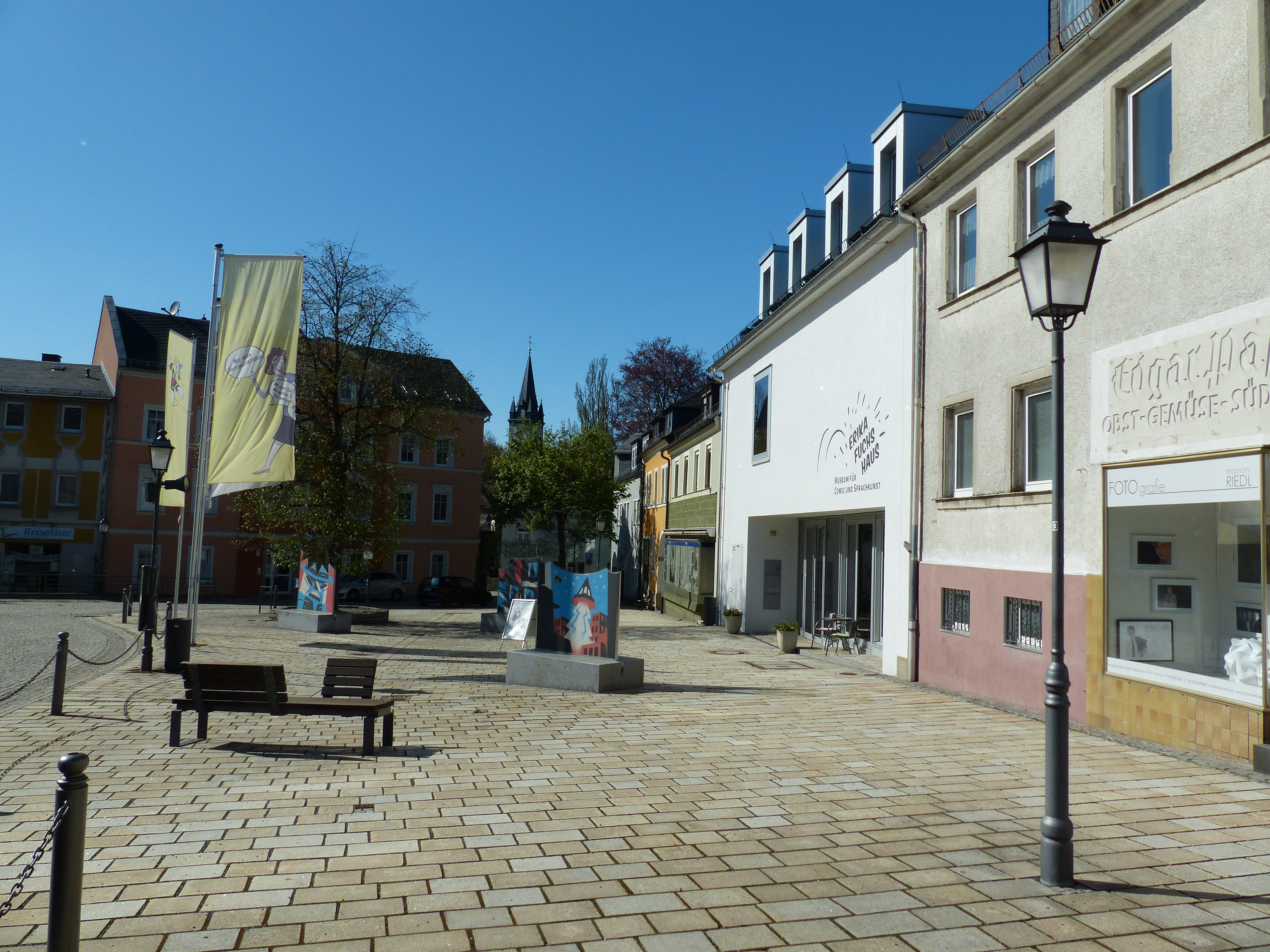
Erika-Fuchs-Haus im Stadtbild am Maxplatz, 2019

Das Erika-Fuchs-Haus – Museum für Comic und Sprachkunst in Schwarzenbach an der Saale würdigt das Werk von Erika Fuchs, die von 1951 bis 1988 Übersetzerin und Chefredakteurin des Micky Maus-Magazins und anderem war. Erika Fuchs lebte 52 Jahre lang in Schwarzenbach. Die Eröffnung des Museums fand am 1. August 2015 statt.

## Geschichte und Gebäude
Auf Initiative von Alexander Eberl, dem damaligen Bürgermeister von Schwarzenbach, finanzierte die Stadt über die Dr.-Erika-Fuchs-Stiftung den Bau und den Museumsbetrieb. Den Fundus des Museums legte der Amtsrichter und Donaldist Gerhard Severin mit seiner umfangreichen Donald-Sammlung, die ein paar Tausend Exponate umfasst. Eberl und Severin lernten sich 2006 auf einem Donaldisten-Kongress in Schwarzenbach kennen. Severin ließ sich daraufhin 2008 von Ingolstadt nach Hof versetzen, um in Schwarzenbach den Aufbau eines Museums zu organisieren. Als Museumsleiterin wurde die aus Hamburg kommende und promovierte Kulturwissenschaftlerin Alexandra Hentschel ausgewählt, die auch Museumsmanagement studiert hatte.
Der Karlsruher Architekt Dominik Burkard entwarf einen dreistöckigen Neubau, der sich weitgehend, aber nicht gänzlich in das Stadtbild einfügt. Während die Frontseite des Hauses nur 15 m breit ist, erstreckt sich das Gebäude 60 m in die Länge und läuft an einem Erdhang mit einer geräumigen Freitreppe nach oben hin aus. Der Fußboden der Museumsräume besteht aus Kautschukböden, die aufgrund ihrer Dauerelastizität einen hohen Geh- und Stehkomfort für die Besucher bieten. Monochrome Kautschuk-Intarsien lockern in fließend-organischen Formen das Bodenbild auf. An den Wänden und auf den Bodenbelägen sind Comic-Schriftzüge, Erikative und der Stadtplan von Entenhausen eingearbeitet.
Das Zentrum des Museums bildet ein 130 m²-Raum mit großen Nachzeichnungen von Entenhausen-Motiven, der wiederum von Dagobert Ducks „Geldspeicher“ beherrscht wird. Kinder können in gelbfarbenen Plastikmünzen ebenso ein Talerbad nehmen wie Onkel Dagobert. In einem anderen Raum erzählt der Zeichner Simon Schwartz das Leben von Erika Fuchs in raumhohen Zeichenbildern. In der einzigen Vitrine des Museums werden eine Schreibmaschine von Erika Fuchs, Typoskriptblätter und Comicseiten ausgestellt. Das Museumskonzept liegt damit nicht auf der üblichen Präsentation mittels Vitrinen, sondern auf dem Medium Zeichenbild (Comic), mit dem die Besucher durch das Haus geführt werden. Mehrere Mitmach-Stationen laden dazu ein, die eigene literarische Kreativität erproben. In einer separaten Comicbibliothek können die Besucher zum Abschluss Comics lesen.
Im Laufe der ersten fünf Jahre besuchten rund 70.000 Menschen die verschiedenen Ausstellungen.

## Filme (Auswahl)
- Entenhausen in Oberfranken: Das Erika-Fuchs-Museum. Dokumentarfilm, Deutschland, 2015, 8:55 Min., Buch: Iris Tsakirides, Kamera: Arnd Frenger, Produktion: BR, Reihe: Zwischen Spessart und Karwendel, Erstsendung: 25. Juli 2015 bei BR Fernsehen, Inhaltsangabe und Internetvideo von BR.
- Erika-Fuchs-Haus – Museum für Comic und Sprachkunst. Fernseh-Reportage, Deutschland, 2014, 5:12 Min., Buch: Hans Peter Kernstock, Kamera: Günther Müller, Produktion: BR, Reihe: Frankenschau, Erstsendung: 12. Oktober 2014 bei BR Fernsehen.